# Michael Mulkay
Michael Joseph Mulkay (* 1936) ist ein britischer Soziologe, der zur Wissenschaftssoziologie und Wissenssoziologie gearbeitet hat.

## Leben
Mulkay studierte an der London School of Economics and Political Science, machte dort 1965 einen Abschluss in Soziologie und wechselte anschließend zur Fortsetzung seines Studiums an die Simon Fraser University in Kanada. Angeregt durch das Studium der Schriften von Thomas S. Kuhn und Robert K. Merton erwachte sein Interesse für die Wissenschaftssoziologie. 1968 kehrte er nach Europa zurück und war von 1968 bis 1970 an der University of Aberdeen tätig, wo er promoviert wurde (Ph.D.). Von 1970 bis 1973 arbeitete er an der University of Cambridge, wo er zusammen mit David Edge von der University of Edinburgh soziologische Analysen der Entwicklung eines wissenschaftlichen Spezialgebietes, der Radioastronomie, durchführte. Ergebnis dieser Kooperation waren Zeitschriftenpublikationen und ein Buch zu diesem Thema. 1973 wechselte er an die University of York, wo er bis zu seiner Emeritierung im Jahr 2001 einen Lehrstuhl für Soziologie hatte.
In den späten 1960er und frühen 1970er Jahre setzte er sich mit anerkannten Modellen der Wissenschaftsentwicklung von Kuhn und Merton auseinander, so z. B. mit Mertons Normen (siehe Wissenskommunismus), und formulierte einen neuen Ansatz, der den Weg zu einer internalistischen Perspektive der Wissenschaftssoziologe ebnete. Besonders bekannt wurde er durch seine Arbeiten zur Diskursanalyse in der Wissenschaft, er publizierte dazu die Monografien Opening Pandora’s Box (zusammen mit Nigel Gilbert) und The Word and the World. In den 1990er Jahren konzentrierte sich seine Interesse auf Fragen der Bioethik und speziell der menschlichen Embryonenforschung.
1986 erhielt er den John Desmond Bernal Prize der Society for Social Studies of Science. Von 1980 bis 1982 war er Council-Mitglied dieser Gesellschaft.

## Werke (Auswahl)

### In Zeitschriften
- M. J. Mulkay: Conformity and innovation in science. In: Sociology Review. Band 18, Nr. 1, 1970, S. 5–23, doi:10.1111/j.1467-954X.1970.tb03173.x.
- Michael J. Mulkay, David O. Edge: Cognitive, technical and social factors in the growth of radio astronomy. In: Social Science Information. Band 12, Nr. 6, 1973, S. 25–61, doi:10.1177/053901847301200602.
- David O. Edge, Michael J. Mulkay: Fallstudien zu wissenschaftlichen Spezialgebieten. In: Nico Stehr, René König (Hrsg.): Wissenschaftssoziologie. Studien und Materialien. Sonderheft 18 der Kölner Zeitschrift für Soziologie und Sozialpsychologie. Westdeutscher Verlag, Köln 1975, ISBN 3-531-11326-7, S. 197–229.
- M. J. Mulkay, G. N. Gilbert, S. Woolgar: Problem areas and research networks in science. In: Sociology. Band 9, Nr. 2, 1975, S. 187–203, doi:10.1177/003803857500900201.
- M. J. Mulkay: Three models of scientific development. In: Sociological Review. Band 23, Nr. 3, 1975, S. 509–526, doi:10.1111/j.1467-954X.1975.tb02231.x.
- Michael J. Mulkay: Norms and ideology in science. In: Social Science Information. Band 15, Nr. 4–5, 1976, S. 637–656, doi:10.1177/053901847601500406.
- Michael Mulkay: The mediating role of the scientific elite. In: Social Studies of Science. Band 6, Nr. 3–4, 1976, S. 445–470, doi:10.1177/030631277600600308.
- Michael Mulkay: Consensus in science. In: Social Science Information. Band 17, Nr. 1, 1978, S. 107–122, doi:10.1177/053901847801700106.
- Michael Mulkay: Knowledge and utility: Implications for the sociology of knowledge. In: Social Studies of Science. Band 9, Nr. 1, 1979, S. 63–80.

### Bücher
- M. J. Mulkay: The Social Process of Innovation. A Study in the Sociology of Science. Macmillan, London, Basingstoke 1972, ISBN 978-0-333-13431-3.
- David O. Edge, Michael J. Mulkay: Astronomy Transformed: The Emergence of Radio Astronomy in Britain (Science, Culture & Society). John Wiley, New York 1976, ISBN 978-0-471-23273-5, S. xvi + 482.
- Michael Mulkay: Science and the Sociology of Knowledge. Unwin Hyman, London 1979, ISBN 978-0-04-301094-5.
- Karin Knorr Cetina, Michael J. Mulkay (Hrsg.): Science Observed: Perspectives on the Social Study of Science. Sage Publ., London 1983, ISBN 978-0-8039-9783-7, S. 263.
- Nigel Gilbert, Michael Mulkay: Opening Pandora's Box: A sociological analysis of scientists‘ discourse. Cambridge University Press, Cambridge 1984, ISBN 978-0-521-27430-2, S. 212.
- Michael Mulkay: The Word and the World: Explorations in the Form of Sociological Analysis. Allen & Unwin, London 1985, ISBN 978-0-04-301197-3, S. 263.
- Michael J. Mulkay: On Humour: Its Nature and its Place in Modern Society. Polity Press, Cambridge 1988, ISBN 978-0-7456-0543-2, S. 232.
- Michael Mulkay: The Embryo Research Debate: Science and the Politics of Reproduction. Cambridge Univ. Press, Cambridge 1997, ISBN 978-0-521-57180-7, S. 228.